# Panama na Mistrzostwach Świata w Lekkoatletyce 2009
Panama na Mistrzostwach Świata w Lekkoatletyce 2009 – reprezentacja Panamy podczas czempionatu w Berlinie liczyła 2 zawodników. Niespodziewanym medalistą tych zawodów został sprinter Alonso Edward.

## Występy reprezentantów Panamy

### Mężczyźni
- Bieg na 200 m
  - Alonso Edward  zajął 2. miejsce czasem 19,81

- Skok w dal
  - Irving Saladino nie zaliczył żadnej próby w finale